# Liste der Wasserschutzgebiete in Hamburg

In der Liste der Wasserschutzgebiete in Hamburg sind die rechtskräftig festgesetzten Wasserschutzgebiete (WSG) in Hamburg aufgelistet, die der Sicherung der öffentlichen Wasserversorgung dienen.

## Geschichte
Seit 1990 wurden durch den Hamburger Senat sechs Wasserschutzgebiete mit einer Gesamtfläche von 97 km² festgesetzt. Die Wasserschutzgebiete nehmen damit etwa 13 Prozent des Staatsgebietes ein. In Vorbereitung befindet sich die Schutzgebietsausweisung für ein siebtes Wasserschutzgebiet: Das Trinkwassergewinnungsgebiet der Brunnengruppe Süd des Wasserwerkes Stellingen.
Im Jahr 2000 wurde mit dem WSG Langenhorn/Glashütte das erste und bisher einzige länderübergreifende Wasserschutzgebiet ausgewiesen, das in Hamburg und Schleswig-Holstein liegt.

## Wasserschutzgebiete in Hamburg
| WSG-Name                           | Datum der Festsetzung | Datum des Inkrafttretens | Fläche (km²) | Lage                   | Bild             |
| ---------------------------------- | --------------------- | ------------------------ | ------------ | ---------------------- | ---------------- |
| WSG Baursberg                      | 1990-02-13            | 1990-07-01               | 10           | 53,5923° N, 9,7838° O  |                  |
| WSG Süderelbmarsch/Harburger Berge | 1993-08-17            | 1994-04-01               | 47           | 53,4873° N, 9,8486° O  |                  |
| WSG Curslack/Altengamme            | 1997-06-10            | 1998-01-01               | 24           | 53,4429° N, 10,2616° O | (weitere Bilder) |
| WSG Langenhorn/Glashütte           | 2000-01-18            | 2000-04-01               | 3            | 53,6766° N, 10,0227° O |                  |
| WSG Billstedt                      | 2000-12-19            | 2001-04-01               | 4            | 53,5502° N, 10,124° O  |                  |
| WSG Eidelstedt/Stellingen          | 2019-07-02            | 2019-11-01               | 9            | 53,6189° N, 9,9028° O  |                  |